# Saint-Martial (Charente)
Pour l’article homonyme, voir Saint-Martial, ancienne commune de la Charente aujourd'hui intégrée à Rouffiac.
Pour les articles homonymes, voir Saint-Martial.
Saint-Martial est une commune du Sud-Ouest de la France, située dans le département de la Charente (région Nouvelle-Aquitaine).

## Géographie

### Localisation et accès

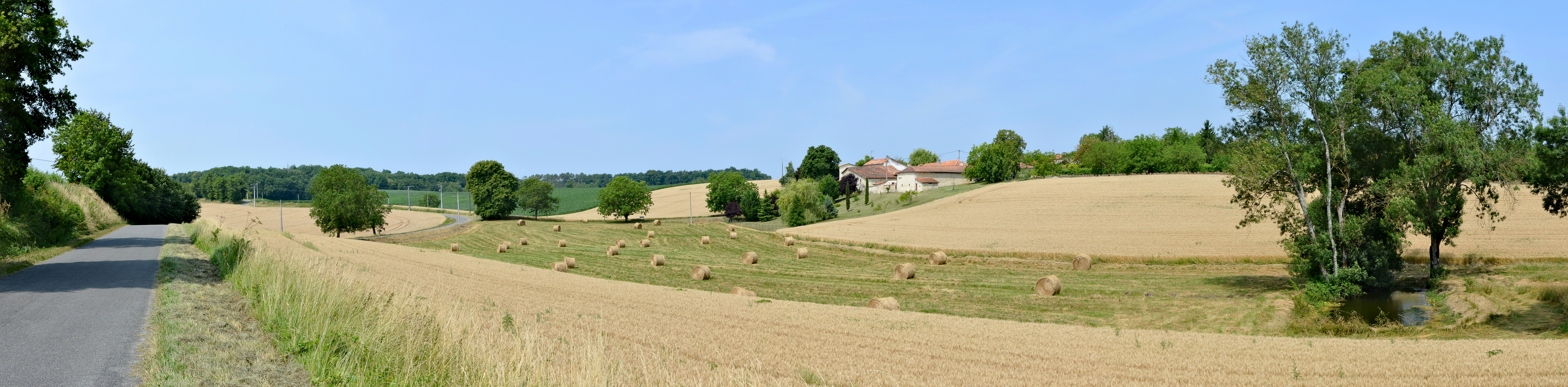
Paysage d'été près de la D 142

Saint-Martial est une commune du Sud Charente, située à 7 km au sud-ouest de Montmoreau, dont elle fait partie du canton, et 32 km au sud d'Angoulême.
Le bourg de Saint-Martial est aussi situé à 9 km au nord-est de Brossac, 11 km au nord de Chalais et 20 km au sud-est de Barbezieux.
La commune est desservie par des routes secondaires. Elle est en bordure de la D 674, route d'Angoulême à Libourne qui passe à Peudry, 3,5 km à l'est du bourg. Sur la limite nord il faut aussi signaler la D 24, puis D 21 à l'ouest, route de Montmoreau à Barbezieux.
Les autres routes départementales, moins fréquentées, sont la D 70, la D 21 (qui relie le bourg à Peudry) et la D 142.
La gare la plus proche est celle de Montmoreau, desservie par des TER à destination d'Angoulême et de Bordeaux.

### Hameaux et lieux-dits
La commune, allongée vers le sud-est, contient aussi le minuscule village de Peudry, ancien bourg avec son église devenue chapelle.
Elle compte par ailleurs de nombreux petits hameaux et fermes : Villeneuve, Chez Pinaud, Chez Sureau, Chez Geoffroy après Peudry, etc.

### Communes limitrophes
| Poullignac               | Deviat        | Nonac      |
| Saint-Félix              | Saint-Martial | Courgeac   |
| Saint-Laurent-des-Combes | Montboyer     | Montmoreau |

### Géologie et relief
Le paysage est vallonné et Saint-Martial est dans les coteaux du Montmorélien, paysage calcaire du Crétacé supérieur datant plus particulièrement du Campanien, calcaire crayeux.
La bordure nord est recouverte de dépôts du Tertiaire (Lutétien) composés de galets, sables et argiles, altérés lors des glaciations du Quaternaire,,.
La commune est un peu boisée, surtout au nord où passe la ligne de partage des eaux entre la Charente et la Gironde. Sur ces hauteurs, où se trouve le point culminant de la commune à 181 m d'altitude, la géologie différente entretient une végétation calcifuge comme les châtaigniers et les pins maritimes. Le point le plus bas est à 72 m, situé à l'extrémité sud-est. Le bourg est à 115 m d'altitude.

### Hydrographie

#### Réseau hydrographique

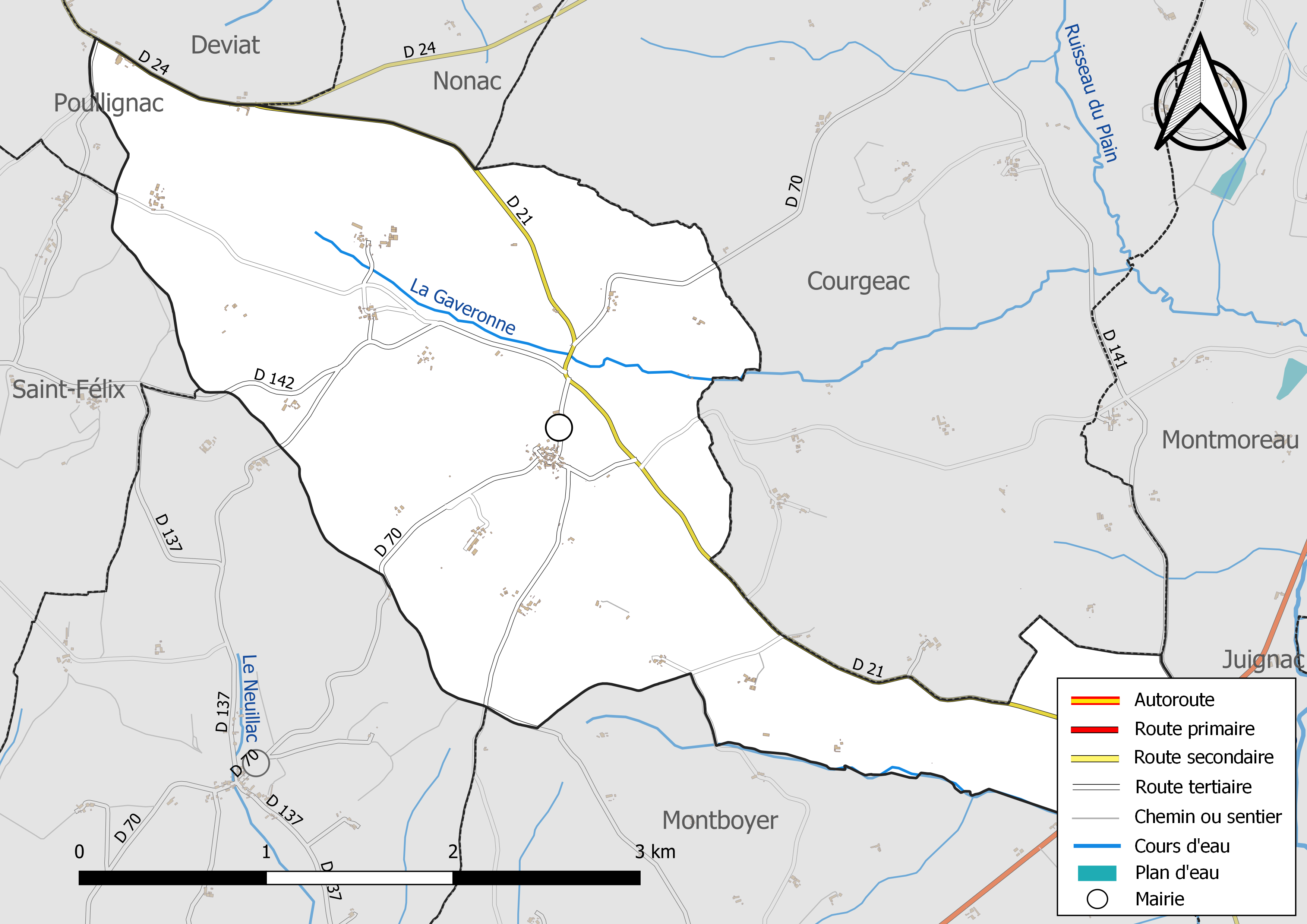
Réseaux hydrographique et routier de Saint-Martial.

La commune est située dans le bassin versant de la Charente et  le bassin de la Dordogne au sein du Bassin Adour-Garonne. Elle est drainée par la Gaveronne et par un petit cours d'eau, qui constituent un réseau hydrographique de 3 km de longueur totale,.
La commune contient une tête de vallée tournée vers l'est, celle de la Gaveronne, petit affluent de la Tude, dans le bassin versant de la Gironde, et qui prend sa source Chez Boucherie. Le ruisseau s'appelle la Planche dans sa partie communale.

#### Gestion des eaux
Le territoire communal est couvert par les schémas d'aménagement et de gestion des eaux (SAGE) « Charente » et « Isle - Dronne ». Le SAGE « Charente», dont le territoire correspond au bassin de la Charente, d'une superficie de 9 300 km2, a été approuvé le 19 novembre 2019. La structure porteuse de l'élaboration et de la mise en œuvre est l'établissement public territorial de bassin Charente. Le SAGE « Isle - Dronne», dont le territoire regroupe les bassins versants de l'Isle et de la Dronne, d'une superficie de 7 500 km2, a été approuvé le 2 août 2021. La structure porteuse de l'élaboration et de la mise en œuvre est l'établissement public territorial de bassin de la Dordogne (EPIDOR). Ils définissent chacun sur leur territoire les objectifs généraux d’utilisation, de mise en valeur et de protection quantitative et qualitative des ressources en eau superficielle et souterraine, en respect des objectifs de qualité définis dans le troisième SDAGE  du Bassin Adour-Garonne qui couvre la période 2022-2027, approuvé le 10 mars 2022.

### Climat
Comme dans les trois quarts sud et ouest du département, le climat est océanique aquitain.

### Milieux naturels et biodiversité

#### Natura 2000
Arrosé par la Planche, un petit affluent de la Tude, le territoire communal est concerné par le site Vallée de la Tude, identifié dans le réseau Natura 2000 comme important pour la conservation d'espèces animales européennes menacées,.
Seize espèces animales inscrites à l'annexe II de la directive 92/43/CEE de l'Union européenne y ont été répertoriées.
- un amphibien : le Sonneur à ventre jaune (Bombina variegata) ;
- un crustacé, l'Écrevisse à pattes blanches (Austropotamobius pallipes) ;
- six insectes : l'Agrion de Mercure (Coenagrion mercuriale), le Cerf-volant (mâle) ou la Grande biche (femelle) (Lucanus cervus), la Cordulie à corps fin (Oxygastra curtisii), le Cuivré des marais (Lycaena dispar), le Damier de la succise (Euphydryas aurinia) et le Gomphe de Graslin (Gomphus graslinii) ;
- cinq mammifères : la Loutre d'Europe (Lutra lutra) et le Vison d'Europe (Mustela lutreola), et trois chauves-souris : la Barbastelle d'Europe (Barbastella barbastellus), le Murin à oreilles échancrées (Myotis emarginatus) et le Petit rhinolophe (Rhinolophus hipposideros) ;
- deux poissons : le Chabot fluviatile (Cottus perifretum) et la Lamproie de Planer (Lampetra  planeri) ;
- un reptile : la Cistude (Emys orbicularis).

Vingt-six autres espèces animales importantes y ont été recensées dont quatorze sont concernées par l'annexe IV de la directive habitats.

#### ZNIEFF
À Saint-Martial, sur un périmètre quasi identique à celui du site Natura 2000 ci-dessus, la vallée de la Planche fait partie de la ZNIEFF de type II nommée « Vallées de la Nizonne, de la Tude et de la Dronne en Poitou-Charentes »,.
Vingt-deux espèces déterminantes d'animaux y ont été répertoriées :
- un amphibien : la Rainette verte (Hyla arborea) ;
- un crustacé, l'Écrevisse à pattes blanches (Austropotamobius pallipes) ;
- cinq insectes dont trois lépidoptères : l'Azuré de la sanguisorbe (Phengaris teleius), le Cuivré des marais (Lycaena dispar) et le Fadet des laîches (Coenonympha oedippus) et deux odonates : l'Agrion de Mercure (Coenagrion mercuriale) et la Cordulie à corps fin (Oxygastra curtisii) ;
- sept mammifères : la Loutre d'Europe (Lutra lutra) et le Vison d'Europe (Mustela lutreola), ainsi que cinq chauves-souris : le Murin à moustaches (Myotis mystacinus), l'Oreillard roux (Plecotus auritus), la Pipistrelle de Kuhl (Pipistrellus kuhlii), le Petit rhinolophe (Rhinolophus hipposideros) et la Sérotine commune (Eptesicus serotinus) ;
- quatre oiseaux : l'Alouette lulu (Lullula arborea), le Martin-pêcheur d'Europe (Alcedo atthis), le Milan noir (Milvus migrans) et le Tarier des prés (Saxicola rubetra) ;
- trois poissons : le Chabot commun (Cottus gobio), la Lamproie de Planer (Lampetra  planeri) et le Toxostome (Parachondrostoma toxostoma) ;
- un reptile : la Cistude (Emys orbicularis).

Vingt-neuf autres espèces animales (quatre mammifères et vingt-cinq oiseaux) y ont été recensées.

## Urbanisme

### Typologie
Au 1er janvier 2024, Saint-Martial est catégorisée commune rurale à habitat très dispersé, selon la nouvelle grille communale de densité à 7 niveaux définie par l'Insee en 2022.
Elle est située hors unité urbaine et hors attraction des villes,.

### Occupation des sols
L'occupation des sols de la commune, telle qu'elle ressort de la base de données européenne d’occupation biophysique des sols Corine Land Cover (CLC), est marquée par l'importance des territoires agricoles (79,5 % en 2018), une proportion sensiblement équivalente à celle de 1990 (79,2 %). La répartition détaillée en 2018 est la suivante : 
terres arables (52,1 %), zones agricoles hétérogènes (27,3 %), forêts (17,5 %), milieux à végétation arbustive et/ou herbacée (3 %), prairies (0,1 %). L'évolution de l’occupation des sols de la commune et de ses infrastructures peut être observée sur les différentes représentations cartographiques du territoire : la carte de Cassini (XVIIIe siècle), la carte d'état-major (1820-1866) et les cartes ou photos aériennes de l'IGN pour la période actuelle (1950 à aujourd'hui).

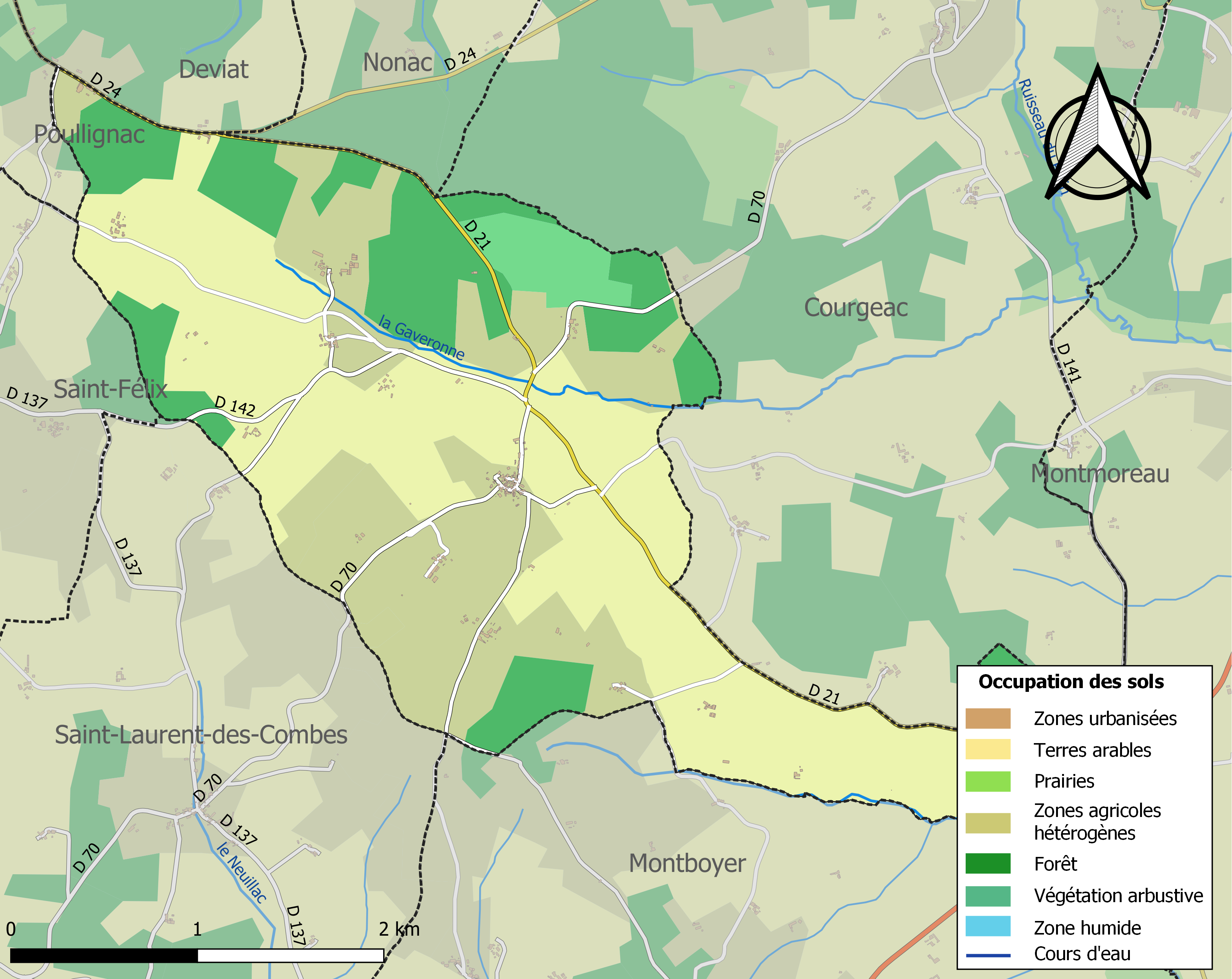
Carte des infrastructures et de l'occupation des sols de la commune en 2018 (CLC).

### Risques majeurs
Le territoire de la commune de Saint-Martial est vulnérable à différents aléas naturels : météorologiques (tempête, orage, neige, grand froid, canicule ou sécheresse), feux de forêts et séisme (sismicité faible). Il est également exposé à un risque technologique,  le transport de matières dangereuses. Un site publié par le BRGM permet d'évaluer simplement et rapidement les risques d'un bien localisé soit par son adresse soit par le numéro de sa parcelle.

#### Risques naturels
Saint-Martial est exposée au risque de feu de forêt du fait de la présence sur son territoire du bois de l'Homme mort et château de la Faye. Un plan départemental de protection des forêts contre les incendies (PDPFCI) a été élaboré pour la période 2017-2026, faisant suite à un plan 2007-2016. Les mesures individuelles de prévention contre les incendies sont précisées par divers arrêtés préfectoraux et s’appliquent dans les zones exposées aux incendies de forêt et à moins de 200 mètres de celles-ci. L’arrêté du 3 mai 2016 règlemente l'emploi du feu en interdisant notamment d’apporter du feu, de fumer et de jeter des mégots de cigarette dans les espaces sensibles et sur les voies qui les traversent sous peine de sanctions. L'arrêté du 27 décembre 2019 rend le débroussaillement obligatoire, incombant au propriétaire ou ayant droit,,,.

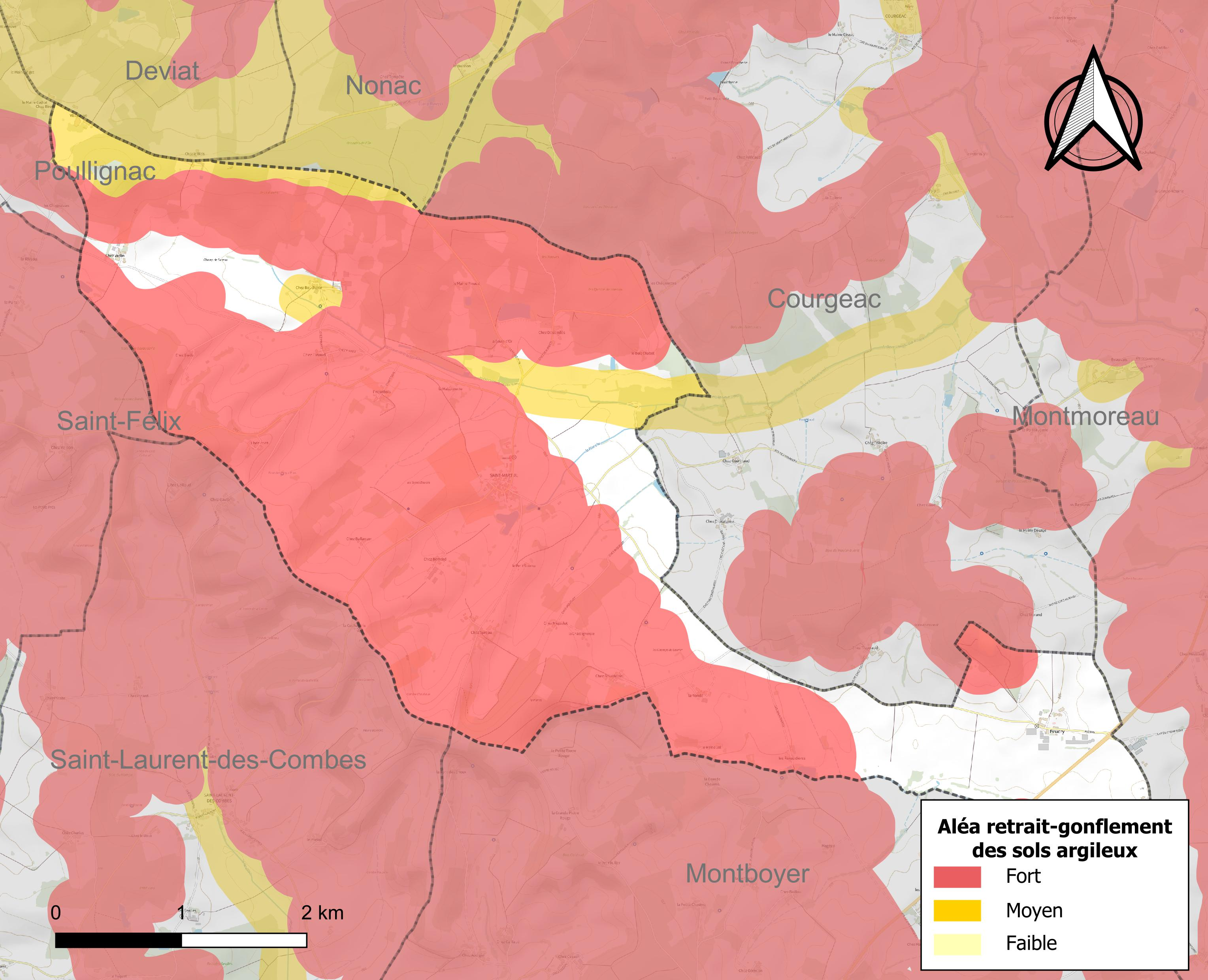
Carte des zones d'aléa retrait-gonflement des sols argileux de Saint-Martial.

Le retrait-gonflement des sols argileux est susceptible d'engendrer des dommages importants aux bâtiments en cas d’alternance de périodes de sécheresse et de pluie. 80,3 % de la superficie communale est en aléa moyen ou fort (67,4 % au niveau départemental et 48,5 % au niveau national). Sur les 90 bâtiments dénombrés sur la commune en 2019,  75 sont en aléa moyen ou fort, soit 83 %, à comparer aux 81 % au niveau départemental et 54 % au niveau national. Une cartographie de l'exposition du territoire national au retrait gonflement des sols argileux est disponible sur le site du BRGM,.
Par ailleurs, afin de mieux appréhender le risque d’affaissement de terrain, l'inventaire national des cavités souterraines permet de localiser celles situées sur la commune.
La commune a été reconnue en état de catastrophe naturelle au titre des dommages causés par les inondations et coulées de boue survenues en 1982, 1983, 1999 et 2003. Concernant les mouvements de terrains, la commune a été reconnue en état de catastrophe naturelle au titre des dommages causés par la sécheresse en 2011 et par des mouvements de terrain en 1999.

#### Risques technologiques
Le risque de transport de matières dangereuses sur la commune est lié à sa traversée par une ou des infrastructures routières ou ferroviaires importantes ou la présence d'une canalisation de transport d'hydrocarbures. Un accident se produisant sur de telles infrastructures est susceptible d’avoir des effets graves sur les biens, les personnes ou l'environnement, selon la nature du matériau transporté. Des dispositions d’urbanisme peuvent être préconisées en conséquence.

## Toponymie
Les formes anciennes sont Beatus Martialis prope Montem Maurelli, Villareconiata (non datées, du Moyen Âge). La première forme latine signifie « Martial le bienheureux près de Montmoreau ».
Saint Martial était le premier évêque de Limoges, apôtre de l'Aquitaine. Il a donné son nom a une vingtaine de communes du sud de la France, en particulier autour du Limousin.
Vila recognada signifie villa reconnue en ancien occitan ou bas latin, la langue du département au Moyen Âge. Jean Talbert évoque pour villareconiata « ville renfoncée? », et que l'altitude du bourg est relativement plus faible que celle de ses environs,.
Pendant la Révolution, la commune s'est appelée provisoirement Villerecougnade, qui était l'ancien nom de la paroisse.
Au XVIIIe siècle, la paroisse de Peudry est orthographiée Peudrie sur la carte de Cassini.
Saint-Martial est aussi parfois appelée informellement Saint-Martial-de-Montmoreau, entre le XIXe siècle et maintenant,.

## Histoire
Le lieu-dit La motte de Peudry était un ancien fief.
En 1523, François Ier échange les terres de Peudry contre d'autres en Sologne avec François Green de Saint-Marsault.
Peudry était une ancienne paroisse, dont l'église remonte au Xe siècle. D'abord annexée à Saint-Laurent-de-Belzagot, elle fut rétablie vers 1680 avant de disparaître en 1761. C'était le siège d'un prieuré dont on ne connaît ni l'origine, ni le patronage. La commune de Peudry fut quand même créée en 1790, et a été réunie à Saint-Martial en 1845.
Au tout début du XXe siècle, l'industrie dans la commune était encore représentée par quelques tuileries.

## Administration

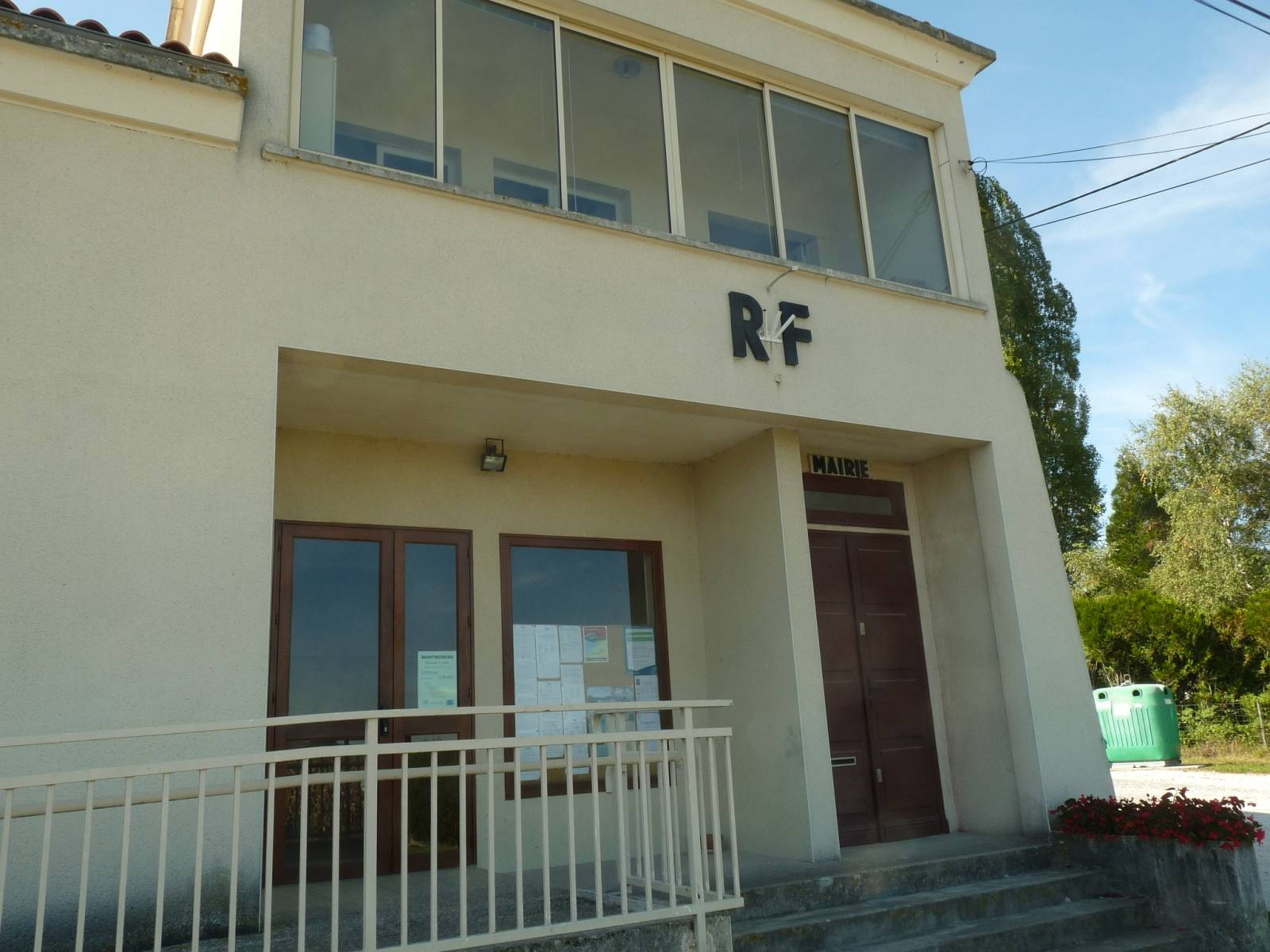
La mairie.

| Période                                  | Période  | Identité           | Étiquette | Qualité   |
| ---------------------------------------- | -------- | ------------------ | --------- | --------- |
| Les données manquantes sont à compléter. |          |                    |           |           |
| 1995                                     | 2008     | Paul Marsaudon     | DVG       |           |
| 2008                                     | En cours | Alain Miklaszewski | SE        | Comptable |

## Démographie

### Évolution démographique
L'évolution du nombre d'habitants est connue à travers les recensements de la population effectués dans la commune depuis 1793. Pour les communes de moins de 10 000 habitants, une enquête de recensement portant sur toute la population est réalisée tous les cinq ans, les populations de référence des années intermédiaires étant quant à elles estimées par interpolation ou extrapolation. Pour la commune, le premier recensement exhaustif entrant dans le cadre du nouveau dispositif a été réalisé en 2004.

En 2022, la commune comptait 121 habitants, en évolution de −9,7 % par rapport à 2016 (Charente : −0,48 %, France hors Mayotte : +2,11 %).
| 1793 | 1800 | 1806 | 1821 | 1831 | 1841 | 1846 | 1851 | 1856 |
| ---- | ---- | ---- | ---- | ---- | ---- | ---- | ---- | ---- |
| 426  | 467  | 456  | 502  | 503  | 545  | 548  | 543  | 504  |

| 1861 | 1866 | 1872 | 1876 | 1881 | 1886 | 1891 | 1896 | 1901 |
| ---- | ---- | ---- | ---- | ---- | ---- | ---- | ---- | ---- |
| 487  | 482  | 431  | 446  | 404  | 390  | 389  | 354  | 375  |

| 1906 | 1911 | 1921 | 1926 | 1931 | 1936 | 1946 | 1954 | 1962 |
| ---- | ---- | ---- | ---- | ---- | ---- | ---- | ---- | ---- |
| 360  | 363  | 326  | 291  | 292  | 268  | 242  | 231  | 197  |

| 1968 | 1975 | 1982 | 1990 | 1999 | 2004 | 2006 | 2009 | 2014 |
| ---- | ---- | ---- | ---- | ---- | ---- | ---- | ---- | ---- |
| 191  | 177  | 181  | 163  | 141  | 156  | 150  | 142  | 136  |

| 2019 | 2022 | - | - | - | - | - | - | - |
| ---- | ---- | - | - | - | - | - | - | - |
| 126  | 121  | - | - | - | - | - | - | - |

### Pyramide des âges
La population de la commune est relativement âgée.
En 2018, le taux de personnes d'un âge inférieur à 30 ans s'élève à 23,8 %, soit en dessous de la moyenne départementale (30,2 %). À l'inverse, le taux de personnes d'âge supérieur à 60 ans est de 45,3 % la même année, alors qu'il est de 32,3 % au niveau départemental.
En 2018, la commune comptait 67 hommes pour 61 femmes, soit un taux de 52,34 % d'hommes, largement supérieur au taux départemental (48,41 %).
Les pyramides des âges de la commune et du département s'établissent comme suit.
| Hommes | Classe d’âge | Femmes |
| ------ | ------------ | ------ |
| 1,5    | 90 ou +      | 1,7    |
| 15,2   | 75-89 ans    | 15,0   |
| 30,3   | 60-74 ans    | 26,7   |
| 21,2   | 45-59 ans    | 20,0   |
| 10,6   | 30-44 ans    | 10,0   |
| 13,6   | 15-29 ans    | 11,7   |
| 7,6    | 0-14 ans     | 15,0   |

| Hommes | Classe d’âge | Femmes |
| ------ | ------------ | ------ |
| 1      | 90 ou +      | 2,7    |
| 9,2    | 75-89 ans    | 12     |
| 20,6   | 60-74 ans    | 21,3   |
| 20,7   | 45-59 ans    | 20,3   |
| 16,8   | 30-44 ans    | 16     |
| 15,6   | 15-29 ans    | 13,4   |
| 16,1   | 0-14 ans     | 14,3   |

### Remarques
Saint-Martial a absorbé Peudry en 1845.

## Économie

### Agriculture
La commune fait partie de l'aire d'origine contrôlée du Cognac « Bons Bois » et de l'AOC/AOP Noix du Périgord.

## Équipements, services et vie locale

### Enseignement
L'école est un RPI entre Montboyer et Saint-Martial, qui accueillent chacune une école élémentaire, avec une classe chacune. Le secteur du collège est Montmoreau.

## Lieux et monuments

### Patrimoine religieux

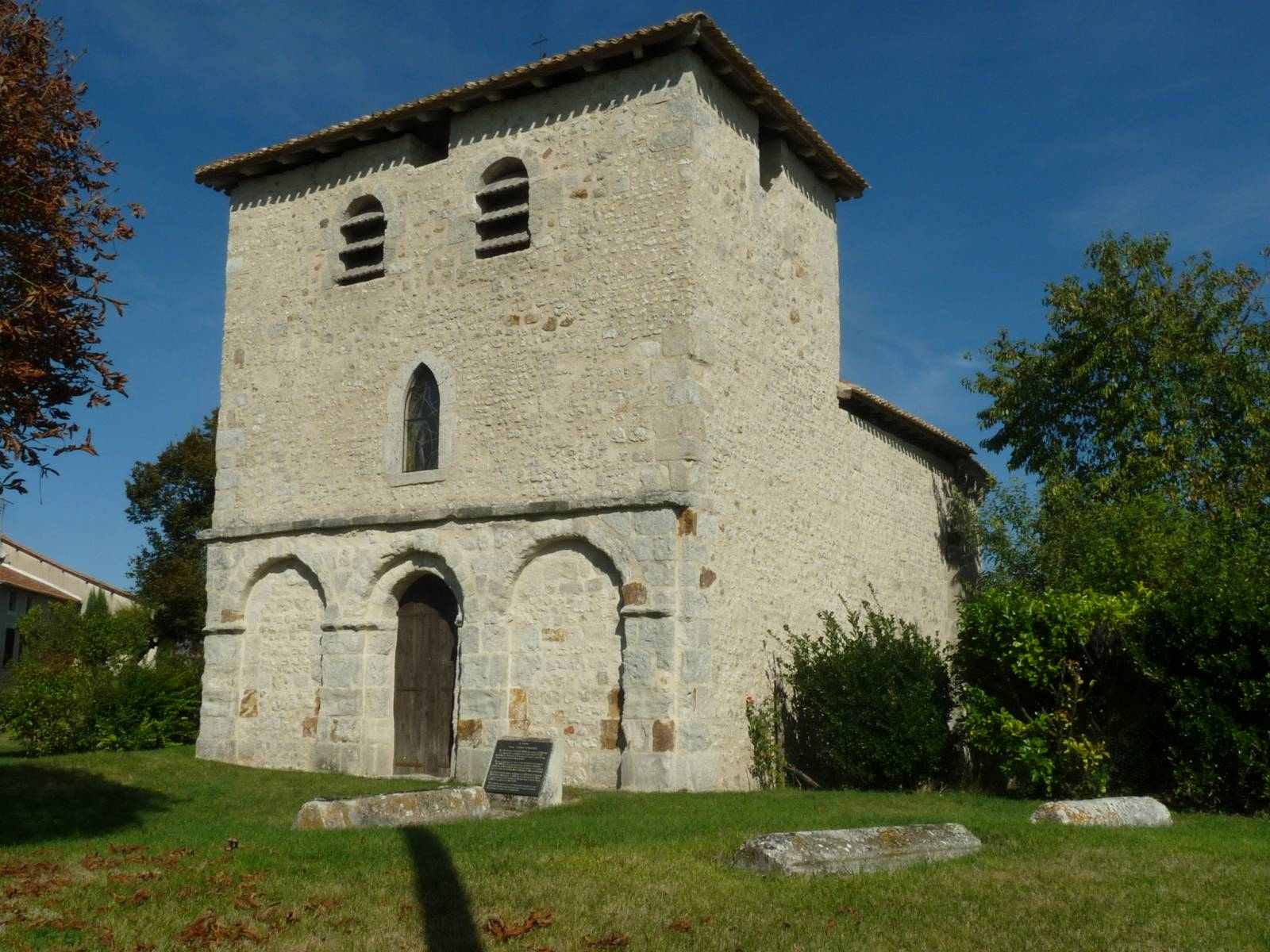
L'église de Peudry.

- L'église Saint-Nicolas située au lieu-dit Peudry date du début du XIe siècle, a été remaniée au XIIIe siècle et rénovée en 2005.  Elle est classée monument historique depuis 1987[46].

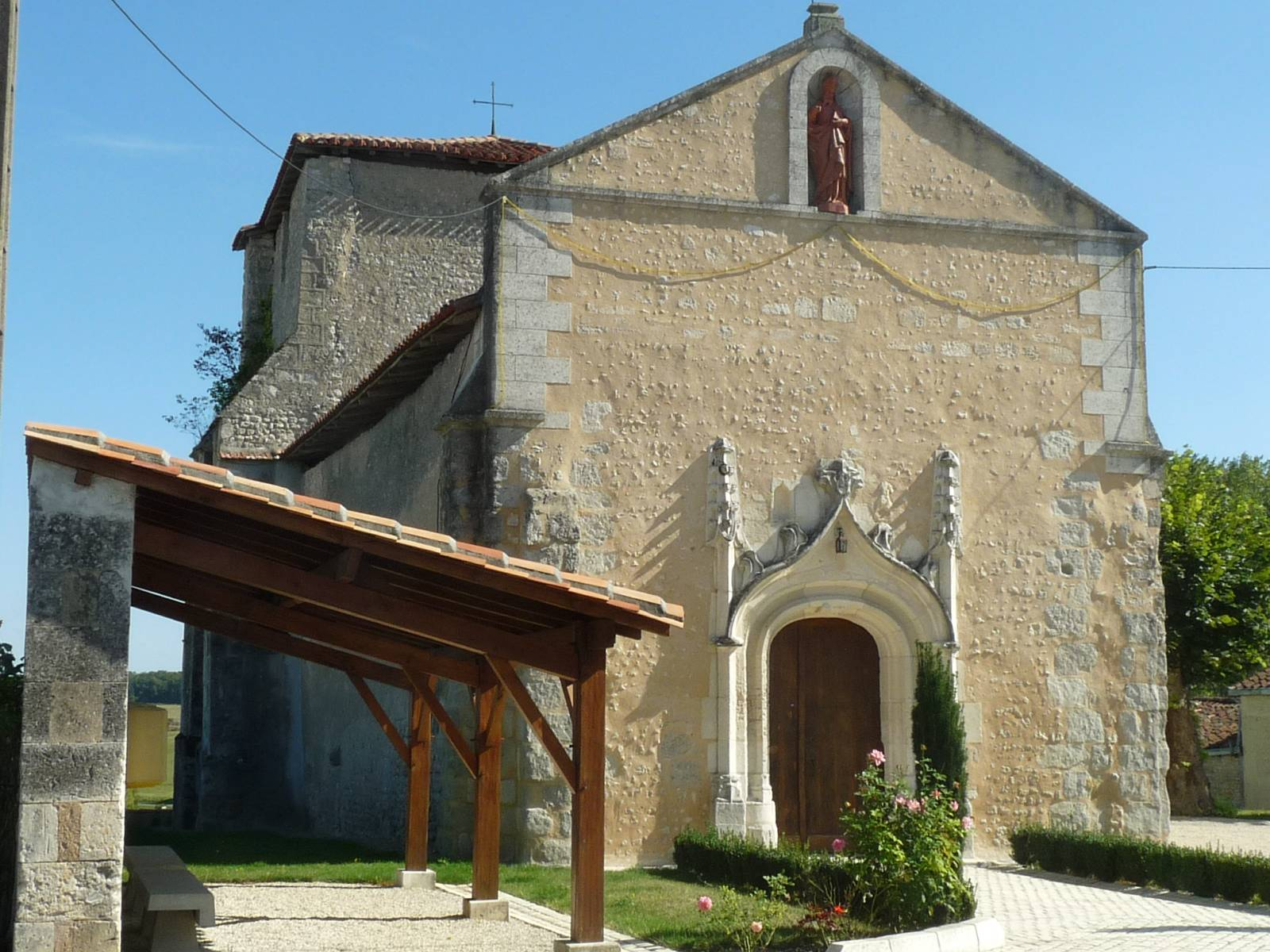
L'église de Saint-Martial.

- L'église paroissiale Saint-Martial est située au bourg. Bien restaurée, elle a un joli portail gothique, un clocher carré assez massif, et une statue de saint Martial en surplombe l'entrée.

### Patrimoine civil
Le château de Saint-Martial a été construit au XVe siècle. Le logis est flanqué d'une tour ronde ruinée et la tourelle d'escalier hexagonale a disparu.

### Patrimoine environnemental
Il est important de citer l'environnement extérieur de la commune, marqué par une nature abondante plus particulièrement près de la vallée où coule la Planche sur les rives de laquelle on trouve de nombreuses espèces de fleurs ainsi que des chênes centenaires.

## Personnalités liées à la commune
- Pierre Ganivet Desgraviers, né à Montboyer en 1773, mort en 1838 à Saint-Laurent-de-Belzagot. Soldat de la Révolution en 1792 et colonel d'Empire en 1813, il servit de 1792 à 1815, notamment sous les ordres de Jourdan, Moreau, Bonaparte, Masséna et Reynier. Il est enterré auprès de l'église de Peudry. Une plaque commémorative orne sa tombe depuis le 20 mai 1982.